# Кузничи (остановочный пункт)
Кузничи — остановочный железнодорожный пункт Конотопской дирекции Юго-Западной железной дороги на линии Бахмач — Новобелицкая, расположенный непосредственно юго-западнее села Кузничи.

## История
«Разъезд Кузничи» был открыт в 1951 году на действующей ж/д линии Бахмач—Новобелицкая Юго-Западной железной дороги. Осуществлялись (Б) продажа билетов на поезда местного и дальнего следования без багажных операций. На топографической карте m-36-004 по состоянию местности на 1986 год обозначен. Разъезд был преобразован в остановочный пункт. 

## Общие сведения
Остановочный пункт представлен одной боковой платформой. Имеет 1 путь. Нет здания вокзала, был пассажирский павильон (не используется). 

## Пассажирское сообщение
До 21.03.2020 года ежедневно станция принимала поезда сообщения Гомель—Сновск.